# Isanthrene vogli
Isanthrene vogli là một loài bướm đêm thuộc phân họ Arctiinae, họ Erebidae.